# Supercoupe de Tunisie de football 2022-2023
La Supercoupe de Tunisie de football 2022-2023 est la 18e édition de la compétition, un match de football disputé par les vainqueurs du championnat de Tunisie et de la coupe de Tunisie.
Le match se joue le 7 janvier 2024 au stade olympique de Radès entre l'Étoile sportive du Sahel, vainqueur du championnat, et l'Olympique de Béja, vainqueur de la coupe.
Il est dirigé par l'arbitre international Karim Khemiri.

## Participants
| Équipe            | Qualification                                 | Apparitions (en gras, l'équipe gagnante) |
| ----------------- | --------------------------------------------- | ---------------------------------------- |
| ES Sahel          | Vainqueur du championnat de Tunisie 2022-2023 | 4 (1966, 1973, 1986, 1987)               |
| Olympique de Béja | Vainqueur de la coupe de Tunisie 2022-2023    | 1 (1995)                                 |

## Match
| 7 janvier 2024 | ES Sahel | 0-2   | Olympique de Béja                       | Stade olympique de Radès, Radès | |
| 17 h           |          | (0-1) | 44e Mouhamadou Bah · 97e Béchir Mekadem | Spectateurs : 23 000 Diffuseur : Télévision tunisienne 1 Al-Kass Sports Channel Arbitrage : Karim Khemiri Arbitres assistants : Zied Douidi Jemel Dorai | Spectateurs : 23 000 Diffuseur : Télévision tunisienne 1 Al-Kass Sports Channel Arbitrage : Karim Khemiri Arbitres assistants : Zied Douidi Jemel Dorai |
| 17 h           | Rapport  |       |                                         | Spectateurs : 23 000 Diffuseur : Télévision tunisienne 1 Al-Kass Sports Channel Arbitrage : Karim Khemiri Arbitres assistants : Zied Douidi Jemel Dorai | Spectateurs : 23 000 Diffuseur : Télévision tunisienne 1 Al-Kass Sports Channel Arbitrage : Karim Khemiri Arbitres assistants : Zied Douidi Jemel Dorai |